# 神弘薬品
神弘薬品株式会社（しんこうやくひん）は、横浜市に本社を置き、主として医療用医薬品卸売業を営む会社であった。現在は「スズケン」である。1971年（昭和46年）12月6日設立。

## 本社所在地
- 神奈川県横浜市神奈川区松本町4-33-1
- 資本金2,000万円
- 代表取締役会長　加藤清（加藤薬品・代表取締役会長）
- 代表取締役社長　高木皓次
- 代表取締役　　　秋山昭次
- 代表取締役　　　西尾幸男
- 代表取締役　　　伊藤公子
- 代表取締役　　　高木信子

## 沿革
- 「広屋高木薬局」創業
- 1971年12月 - 「神弘薬品」に商号変更
- 1994年1月 - 愛知県のスズケン及び東京都の加藤薬品と合併

## 大株主
- 加藤薬品
- 広屋高木薬局
- 田辺製薬

## 主要取引メーカー
- 田辺製薬
- 藤沢薬品
- 山之内製薬
- 鳥居薬品
- 小野薬品

## 営業所
- 横浜中央
- 横浜北
- 横浜南
- 川崎
- 横須賀
- 平塚

## 関係会社
- 加藤薬品